# رئیس‌جمهور کلمبیا
رئیس‌جمهور کلمبیا (به اسپانیایی: Presidente de Colombia)، با عنوان رسمی رئیس‌جمهور جمهوری کلمبیا (به اسپانیایی: Presidente de la República de Colombia) رئیس کشور و رئیس حکومت کشور کلمبیا است. با تصویب قانون اساسی در سال ۱۸۱۹ توسط کنگره آنگوستورا، زمانی که کلمبیا «گراند کلمبیا» بود، دفتر ریاست جمهوری تشکیل شد. اولین رئیس‌جمهور کلمبیا جنرال سیمون بولیوار، ریاست این دفتر را در سال ۱۸۱۹ به دست آورد. او در ابتد خودش مقام ریاست جمهوری را برای خودش اعلام کرد، ولی بعداً توسط کنگره به تصویب رسید.
رئیس‌جمهور فعلی کلمبیا گوستاوو پترو است که در ۷ اوت ۲۰۲۲ به قدرت رسید.

## وظایف
براساس ماده ۱۸۸، قانون اساسی ۱۹۹۱ کلمبیا، رئیس‌جمهور کلمبیا، رئیس کشور، رئیس حکومت، و مقام عالی اداری کلمبیا است. رئیس‌جمهور کلمبیا نماد وحدت ملی است، و پس از سوگند یادکردن به قانون اساسی کلمبیا و سوگند برای دفاع و حراست از قوانین ملی، وظیفه دارد حقوق و آزادی همه اتباع کلمبیا را تضمین و از آن حراست کند.
دپارتمان اداری ریاست جمهوری کلمبیا دارای کمیسیونی است که به رئیس‌جمهور کلمبیا در زمینه وظایف قانونی و مشکلات قانونی آن کمک یا می‌کند و در صورت بروز مشکلات حقوقی از او حمایت می‌کند.
در ماده ۱۱۵ آمده‌است که دولت ملی توسط رئیس‌جمهور، معاون رئیس‌جمهور، شورای وزیران جمهوری کلمبیا و مدیران ادارای کلمبیا تشکیل می‌شود. هریک از مقامات نهادهای دولتی کلمبیا به گونه ای به حفظ دولت کمک می‌کنند.
هر تصمیمی که از سوی رئیس‌جمهور کلمبیا اتخاذ می‌شود، باید به تصویب وزیران یا مدیران بخش مربوط به آن تصمیم برسد تا جنبه قانونی و اجرایی پیدا کند. تنها استثنا درمورد منصوب یا خلع کردن وزیران، مدیران بخش‌های اداری و دیگر مأمورانی است که توسط او کنترل می‌شود. فرمانداران بخشهای کلمبیا، شهرداران شهرداریهای کلمبیا، و سرپرستان منطقه ای کلمبیا، موسسات دولتی و شرکتهای صنعتی و تجاری دولتی، همه بخشی از شاخه اجرایی کلمبیا هستند.

## شرح کلی
قانون اساسی ۱۹۹۱ کلمبیا، همراه با چندین ماده متمم، الزاماتی را که یک نامزد واجد شرایط برای رئیس‌جمهور شدن باید رعایت کند، و همچنین دوره ریاست، روش انتخاب و اختیارات را تعیین می‌کند.

### شرایط لازم برای برگزاری
قانون اساسی ۱۹۹۱ کلمبیا در ماده ۱۹۱ می‌گوید: رئیس‌جمهور باید دارای تابعیت طبیعی کلمبیا و حداقل ۳۰ سال سن باشد.

### دوره تصدی و انتخابات
رئیس‌جمهور و معاون رئیس‌جمهور با رای مستقیم مردم برای چهار سال و به مدت یک دوره خدمت می‌کنند. از سال ۲۰۱۵، ریاست جمهوری تنها به یک دوره چهار ساله محدود شده و افراد از نامزدی مجدد حتی برای یک دوره غیر متوالی محروم هستند.
از سال ۱۹۱۰ تا ۲۰۰۵، ریاست جمهوری تنها به یک دوره محدود شد. با این حال، در ۲۴ نوامبر ۲۰۰۵، کنگره کلمبیا قانون ضمانت نامه‌های انتخاباتی (به اسپانیایی: Ley de Garantias Electorales) را معرفی کرد که ماده ۱۵۲ قانون اساسی کلمبیا در سال ۱۹۹۱ را اصلاح کرد، و به رئیس‌جمهور اجازه داد برای دور دوم نیز نامزد شود. رئیس‌جمهور یا معاون رئیس‌جمهور که برای انتخاب مجدد نامزد می‌شود باید به‌طور رسمی در شورای ملی انتخابات اعلام کند و رقابت عادلانه ای را برای سایر نامزدها تضمین کند. اگر رئیس‌جمهور یا معاون رئیس‌جمهور یا هر دو در انتخابات دور دوم شرکت کنند، فقط چهار ماه قبل از انتخابات مقدماتی می‌توانند فعالیت سیاسی و انتخاباتی داشته باشند. در صورتی که رئیس‌جمهور یا معاون رئیس‌جمهور کاندیدا نباشند، از شرکت در تبلیغ سیاسی منع می‌شوند. در سال ۲۰۱۰، دادگاه قانون اساسی کلمبیا یک رفراندوم برنامه‌ریزی کرد که طی آن با رای مردم رئیس‌جمهور برای سه دوره متوالی انتخاب شود. در این حکم آمده‌است که روسای جمهور کلمبیا فقط می‌توانند دو دوره فعالیت کنند، حتی اگر دوره‌ها متوالی نباشند. در سال ۲۰۱۵، یک اصلاحیه قانون اساسی تغییرات ۲۰۰۴ را لغو کرد و به محدودیت اولیه یک دوره ای بازگشت.

## جانشینان رئیس‌جمهور

### معاون رئیس‌جمهور
معاون رئیس‌جمهور کلمبیا اولین نفر در سیر جانشینی ریاست جمهوری است، او در صورت غیبت یا فوت، استعفا یا برکناری رئیس‌جمهور، جانشین او می‌شوند و دوره ریاست جمهوری را به پایان می‌رساند، طبق ماده ۲۰۲ قانون اساسی سال ۱۹۹۱، حتی قبل از اینکه رئیس‌جمهور زمام دفتر ریاست جمهوری را بدست بگیرد، پر کردن این خلأ بر عهده معاون رئیس‌جمهور است.

### دیگر جانشینان
در غیاب رئیس‌جمهور و معاون رئیس‌جمهور، ماده ۲۰۳ قانون اساسی ۱۹۹۱ مقرر می‌دارد که پست ریاست جمهوری به ترتیب اولویت تعیین شده توسط قانون بر عهده یکی از وزیران خواهد بود. وزیر مورد نظر باید عضو همان حزب یا جنبشی باشد که رئیس‌جمهور اولیه به آن تعلق داشته، او ریاست جمهوری را بر عهده خواهد داشت تا اینکه کنگره، ظرف ۳۰ روز پس از خالی شدن پست ریاست جمهوری، معاون جدیدی را انتخاب کند که ریاست جمهوری را بر عهده بگیرد.

### ترتیب فعلی
| شماره | دفتر                            | وزیر فعلی                     |
| ----- | ------------------------------- | ----------------------------- |
| ۱     | معاون رئیس‌جمهور                 | مارتا لوسیا رامیرس            |
| ۲     | وزارت کشور                      | Daniel Palacios               |
| ۳     | وزارت امور خارجه                | مارتا لوسیا رامیرس            |
| ۴     | وزارت دارایی و اعتبار عمومی     | José Manuel Restrepo Abondano |
| ۵     | وزارت دادگستری و حقوق           | Wilson Ruiz Orejuela          |
| ۶     | وزارت ملی دفاع ملی              | Diego Molano                  |
| ۷     | وزارت کشاورزی و توسعه روستایی   | Rodolfo Enrique Zea`          |
| ۸     | وزارت بهداشت و حفاظت اجتماعی    | Fernando Ruiz Gómez           |
| ۹     | وزارت کار                       | Ángel Custodio Cabrera        |
| ۱۰    | وزارت معادن و انرژی             | Diego Mesa Puyo               |
| ۱۱    | وزارت بازرگانی، صنعت و گردشگری  | María Ximena Lombana          |
| ۱۲    | وزارت آموزش ملی                 | María Victoria Angulo         |
| ۱۳    | وزارت محیط زیست و توسعه پایدار  | Carlos Eduardo Correa         |
| ۱۴    | وزارت مسکن، شهر و منطقه         | Jonathan Malagón              |
| ۱۵    | وزارت فناوری اطلاعات و ارتباطات | Karen Abudinen                |
| ۱۶    | وزارت حمل و نقل                 | Ángela María Orozco           |
| ۱۷    | وزارت فرهنگ                     | Angélica Mayolo               |
| ۱۸    | وزارت علوم، فناوری و نوآوری     | Tito José Crissien            |
| ۱۹    | وزارت ورزش                      | Guillermo Herrera Castaño     |
| 1.    |                                 |                               |

## آخرین انتخابات
| کاندیدها                            | کاندیدها                            | حزب/اتحاد                           | دور اول    | دور اول | دور دوم    | دور دوم |
| کاندیدها                            | کاندیدها                            | حزب/اتحاد                           | آراء       | %       | آراء       | %       |
| ----------------------------------- | ----------------------------------- | ----------------------------------- | ---------- | ------- | ---------- | ------- |
|                                     | ایوان دوکه                          | اتحاد بزرگ برای کلمبیا              | ۷٬۵۶۹٬۶۹۳  | ۳۹٫۱۴   | ۱۰٬۳۷۳٬۰۸۰ | ۵۳٫۹۸   |
|                                     | گوستاوو پترو                        | لیست نجابت                          | ۴٬۸۵۱٬۲۵۴  | ۲۵٫۰۹   | ۸٬۰۳۴٬۱۸۹  | ۴۱٫۸۱   |
|                                     | سرجیو فاجاردو                       | ائتلاف کلمبیا                       | ۴٬۵۸۹٬۶۹۶  | ۲۳٫۷۳   |            |         |
|                                     | جرمان وارگاس لیراس                  | Mejor Vargas Lleras                 | ۱٬۴۰۷٬۸۴۰  | ۷٫۲۸    |            |         |
|                                     | هومبرتو د لا کاله                   | PLC–ASI                             | ۳۹۹٬۱۸۰    | ۲٫۰۶    |            |         |
|                                     | جورج آنتونیو تروجیلو                | همه ما کلمبیا هستیم                 | ۷۵٬۶۱۴     | ۰٫۳۹    |            |         |
|                                     | پروموتورس ووتو ان بلانکو            | حزب احیای قومی "PRE"                | ۶۰٬۳۱۲     | ۰٫۳۱    |            |         |
|                                     | ویویان مورالس هویوس                 | Somos Región Colombia               | ۴۱٬۴۵۸     | ۰٫۲۱    |            |         |
| آراء سفید                           | آراء سفید                           | آراء سفید                           | ۳۴۱٬۰۸۷    | ۱٫۷۶    | ۸۰۸٬۱۰۴    | ۴٫۲۱    |
| آراء نادرست                         | آراء نادرست                         | آراء نادرست                         | ۳۰۰٬۰۸۰    | –       | ۲۹۵٬۴۹۹    | –       |
| مجموع                               | مجموع                               | مجموع                               | ۱۹٬۳۳۶٬۱۳۴ | ۱۰۰     | ۱۹٬۵۱۰٬۶۸۴ | ۱۰۰     |
| رای‌دهندگان ثبت نام شده/میزان مشارکت | رای‌دهندگان ثبت نام شده/میزان مشارکت | رای‌دهندگان ثبت نام شده/میزان مشارکت | ۳۶٬۲۲۷٬۲۶۷ | ۵۳٫۳۷   | ۳۶٬۷۸۳٬۹۴۰ | ۵۳٫۰۴   |
| منابع: El Tiempo, دولت              |                                     |                                     |            |         |            |         |